# Elodea canadensis
Elodea canadensis là một loài thực vật có hoa trong họ Hydrocharitaceae. Loài này được Michx. mô tả khoa học đầu tiên năm 1803.